# Лохозва
Лохозва́ (бел. Лахазва́) — река в Белоруссии, правый приток Щары, протекает на территории Барановичского района Брестской области. Начинается между деревнями Детковичи и Полонка. Длина реки составляет 29 км, площадь водосбора 335 км². Течет по лесистой местности. На реке расположены водохранилище Гать и озеро Хатки. В устье реки около деревни Добрый Бор и при впадении Лохозвы в Щару около деревни Подгорная расположены археологические памятники — поселения древнего человека.
Название происходит от финской основы со смысловым значением «залив, лука».

## Притоки
- Басины[1] (пр)
- Деревянка[1] (лв)
- Рыжовка[1] (пр)
- Жеребиловка[1] (лв)
- Мшанка[1] (пр)